# Jean Desfossés
Jean Desfossés (né le 27 novembre 1787 et mort le 21 avril 1854, est un marchand et homme politique fédéral du Bas-Canada. Il représente Trois-Rivières à la Assemblée législative du Bas-Canada de 1833 à 1834.
Il est né à Nicolet, Québec, le fils de Joseph Desfossés et Madeleine Boudreau. Vers 1809, il est entré en affaires à Trois-Rivières. Il a servi dans la milice pendant la guerre de 1812. Il est devenu lieutenant en 1825, mais a été dépouillé de son rang par le gouverneur George Ramsay, mais a été réintégré par le gouverneur Matthew Whitworth-Aylmer et, en 1850, est devenu le lieutenant-colonel. Desfossés a été élu à l'Assemblée législative lors d'une élection partielle de 1833 tenue après que Charles Richard Ogden est devenu Procureur général. Il soutient le Parti patriote mais il n'a pas voté pour ou contre les quatre-vingt-douze résolutions. Il a été marié deux fois: Charlotte Miller en 1816 et Angèle Ménéclier de Montrochon en 1822. Desfossés est décédé à Trois-Rivières à l'âge de 66 ans.
Sa petite-fille Marie-Louise-Elmire Guillet épouse Joseph-Adolphe Tessier.